# Manulete (Dorf)
Manulete ist ein osttimoresisches Dorf im Suco Fahiria (Verwaltungsamt Aileu, Gemeinde Aileu).

## Geographie
Manulete liegt im Nordosten der gleichnamigen Aldeia, an einer Seitenstraße der Straße von Namolesso im Süden zur Landeshauptstadt Dili im Norden. In knapp einem Kilometer Luftlinie befindet sich das Dorf Fatumerin (Suco Manucassa). Ähnlich nah ist der Ort Fahisoi (Suco Fahisoi) im Nordwesten. Beide Nachbarorte verfügen über Grundschulen. Die Straße in Richtung Südwesten endet im Dorf Saboria, von wo aus ein Furt zur Gemeindehauptstadt Aileu führt.